# Astroladies
Astroladies is een Belgische newwaveband uit Sint-Niklaas, in 2005 opgericht door Frederik Kusendila en Vincent Stevens, aangevuld met Gianni Marzo en Olivier Marga. Later kwam Mario Goossens van Hooverphonic er als drummer bij. In 2006 gaven ze bij Smrecords het album Neon Tokyo uit. De groep wordt door Alex Callier geproducet.
De oorspronkelijke naam van de groep luidde Geile Willy en kinderen. De band werd door Callier ontdekt en won de demopoll van Studio Brussel. De stijl van Astroladies herinnert aan de new wave van de tachtiger jaren, met elektropopinvloeden.

## Discografie
- 2006 Neon Tokyo